# Leonid Samuilovich Leibenzon
Leonid Samuilovich Leibenzon (em russo:  Леонид Самуилович Лейбензон; Carcóvia, 26 de junho de 1879 — Moscou, 15 de março de 1951) foi um engenheiro e matemático soviético.
Foi membro da Academia Soviética de Ciências.
Está sepultado no Cemitério Novodevichy.

## Obras
- "On the structure of the Earth", 1911.
- "On the vibrations of elastic beams", 1913.
- "Resistance twisted pillars", 1916.
- "Strength of Materials", 1921.
- "Theoretical Mechanics", 1921.
- "On the mode of oil wells and oil fields in the calculation of reserves", 1923.
- "Traffic flow in porous media", 1929.
- "Oilfield Mechanics", 1934.
- "A short course in the theory of elasticity", 1942.
- "Underground Fluid Dynamics", 1948.